# 布羅克赫斯特山
布羅克赫斯特山（英語：Mount Brocklehurst），是南極洲的山峰，位於維多利亞地的斯科特海岸，處於默里山的莫森冰川北岸，海拔高度1,310米，現時由南極條約體系管理。